# Vajat de Ljuba Nenadović à Brankovina
Le vajat de Ljuba Nenadović à Brankovina (en serbe cyrillique : Вајат Љубе Ненадовића у Бранковини ; en serbe latin : Vajat Ljube Nenadovića u Brankovini) est une maison en bois de type vajat située dans le village de Brankovina près de Valjevo, en Serbie. Ce vajat est la maison natale de l'écrivain et homme politique Ljuba Nenadović (1826-1895). En raison de sa valeur architecturale et historique, l'édifice est inscrit sur la liste des monuments culturels protégés de la république de Serbie (identifiant no SK 446).

## Présentation
Le vajat est situé dans l'ensemble mémoriel des Nenadović à Brankovina, à proximité de la vieille école du prêtre Mateja Nenadović. Il s'agit d'une construction en bois et en terre de dimension modeste. Constituée d'une seule pièce, elle possède des fondations en pierres sur lesquelles sont fixées des poutres en chêne. Le toit est recouvert de bardeaux. 
Le vajat a été construit avant 1826, l'année de naissance de Ljuba Nenadović qui y a vu le jour. Il est caractéristique des cabanes en bois avec un toit en bardeau, ce qui lui confère une valeur architecturale et ethnographique particulière.